# 夜曲Op. 55 (蕭邦)
夜曲Op. 55是蕭邦的一組夜曲作品，於1842-1844年創作，1844年8月出版。這兩首作品獻給他的學生简·斯特灵。

## Op. 55, No. 1
|  |  |  |

Op. 55, No. 1為F小調，長度約為5分鐘。右手部分以4/4拍的行板彈出緩慢的旋律，左手以一個低音接着一個和弦作伴奏。開首中第一主題出現兩次。然後是第二主題和加入三連音的變化的第一主題，並出現兩次。之後是標註Più Mosso（稍快）的和弦樂段，旋律共出現三次。然後是全新的旋律和左手部分的分解和弦。第一主題再度出現，但被大幅修改成連續的三連音，最後以6個闊和弦作結。樂曲的終結部分由F小調轉為F大調。
此曲曾於電視劇大西洋帝國中播出。電影末日戒備中一個恐怖份子頭目為音樂教師，他向一名小妹妹彈奏此曲以講述感受歌曲中細微差別的方法，後來電影更加入此曲的交響樂版本為背景音樂。

## Op. 55, No. 2
Op. 55, No. 2為降E大調，12/8拍，lento sostenuto（連綿的緩板）。全曲並無對比樂段，全曲低音部分以三連音作和，直至結尾時雙手同時彈出和弦。

### 相關樂曲
- 卡米爾·聖桑 - 小提琴與鋼琴的改編曲
- 雅沙·海菲茨 - 小提琴與鋼琴的改編曲

## 流行文化
- 在遊戲《赛博朋克2077》中最後一個主線任務名為「夜曲Op.55 N.1」。

## 外部連結
- 夜曲 Op. 55：国际乐谱典藏计划上的乐谱
- Musopen上的乐谱 （页面存档备份，存于）